# Ermita de Sant Cristòfol (Alboraia)
L'ermita de Sant Cristòfol és un temple situat en la partida del Miracle, en el municipi d'Alboraia. És un Bé de Rellevància Local amb identificador nombre 46.13.013-005.
Hi ha culte a la seua festa anual.

## Història
L'ermita va ser construïda entre 1881 i 1883 per l'ajuntament d'Alboraia, finançada per les almoines dels fidels. Va ser beneïda el 21 de setembre de 1884.

## Descripció
L'edifici és un petit temple rectangular, amb un cos principal cobert per una teulada a dues aigües i una sagristia adossada a la part posterior. En la façana, sobre la porta, existeix un panell ovalat de rajoles ceràmiques amb la imatge de Sant Cristòfol i una inscripció referent als danys soferts durant la Guerra Civil Espanyola i la seua reconstrucció finançada per Francisca Carbonell Aguilar. Es troben també en la façana altres tres rajoles ceràmiques, que commemoren l'edificació de l'ermita per l'ajuntament en 1881 i la finalització de l'obra en 1883. La façana està rematada per un frontó triangular, en el qual s'inclou un petit òcul, i en el vèrtex del qual hi ha una espadanya d'un sol buit per a la campana.
L'interior conserva en l'altar, dins d'un tabernacle de fusta anterior a la Guerra Civil, la imatge de Sant Cristòfol portant al Nen. Hi ha cor, al que s'accedeix mitjançant una escala de caragol. Hi ha un Viacrucis presentat en diversos quadres, i entre altres quadres i pintures es troba una de la Verge del Rosari que s'estima del segle xvii.
En la sagristia, un panell ceràmic de 1851 present la llegenda de l'arribada de la imatge del sant titular a Alboraia.